# Bonifantes
Chlapecký sbor BONIFANTES byl založen sbormistrem Janem Míškem v roce 1999 v Pardubicích. Sbor se díky profesionálnímu vedení velmi rychle zařadil mezi špičková sborová tělesa evropského formátu. Jako přirozený důsledek rozvíjející se činnosti sboru vznikla v roce 2010 Základní umělecká škola BONIFANTES, jejímž hlavním cílem je příprava žáků pro úspěšnou činnost v koncertních skupinách sboru.
Mezi dosaženými úspěchy, je zatím několik koncertních turné po Evropě i v zámoří a výkony v operách a filmech. Sbor se pravidelně účastní mezinárodních soutěží, je zván na prestižní mezinárodní festivaly, včetně Smetanovy Litomyšle a spolupracuje s českými orchestry. Mezi množstvím nahrávek, které sbor natočil je i několik světových premiér.
Uměleckým vedoucím Chlapeckého sboru Bonifantes je jeho zakladatel Jan Míšek.

## Historie
Sbor založil v roce 1999 jeho dosavadní sbormistr Jan Míšek. V září a říjnu 1999 probíhaly ve všech pardubických základních školách talentové zkoušky pro výběr chlapců. Během jediného roku se podařilo vybudovat těleso čítající téměř 200 chlapců. Prvních zkoušek se během října a listopadu zúčastnilo 256 chlapců prvních až pátých tříd, kteří byli vybráni z více než 6500 pardubických dětí. Již v únoru 2000 sbor absolvoval svůj premiérový koncert. V roce 2001 si Bonifanti ze své první soutěže odvezli jednu zlatou a dvě stříbrné medaile. První velké zahraniční turné následovalo v roce 2002. Jako důsledek rozvíjející se činnosti sboru byla v roce 2010 založena Základní umělecká škola BONIFANTES.

## Koncerty
Bonifanti za sebou mají již přes 500 koncertů v Evropě, Americe i Asii (Velká Británie, Francie, Rakousko, Belgie, Holandsko, Španělsko, Itálie, Dánsko, Slovinsko, Bosna a Hercegovina, Chorvatsko, Slovensko, Japonsko, Thajsko a USA), výkony v operách (např. G. Bizet - Carmen, G. Puccini - Tosca, G. Rossini - Lazebník sevillský) a filmech (Napoleon). Sbor pravidelně spolupracuje s českými orchestry (J. Jirásek - Kouzlo Českých Vánoc, A. L. Webber - Requiem, V. Wimmer - Apel svědomí, L. Cherubini - Missa solemnis, C. Orff - Carmina Burana, Dmitrij Šostakovič - Symfonie č. 13 „Babij Jar“). V roce 2016 si chlapecký sbor Bonifantes zazpíval i s proslulým tenoristou José Carrerasem.

## Základní umělecká škola
Základní umělecká škola BONIFANTES je specializovaná jednooborová základní umělecká škola s kapacitou 350 žáků v hudebním oboru. Hlavním cílem školy je příprava žáků pro úspěšnou činnost v koncertních skupinách Chlapeckého sboru BONIFANTES a následné studium na konzervatořích, středních pedagogických a uměleckých školách nebo vysokých školách s uměleckým nebo pedagogickým zaměřením. 
Škola je součástí výchovně vzdělávací soustavy České republiky, řídí se zákonem č. 561/2004 Sb., o předškolním, základním, středním, vyšším odborným a jiným vzdělávání (školský zákon) a vyhláškou č. 71/2005 Sb. o základním uměleckém vzdělávání.
Zřizovatelem Základní umělecké škola BONIFANTES je umělecký ředitel Chlapeckého sboru BONIFANTES Jan Míšek.